# Església de Sant Antoni Maria Claret (Vic)
L'església de Sant Antoni Maria Claret és un edifici de Vic (Osona) protegit com a Bé Cultural d'Interès Local.

## Descripció

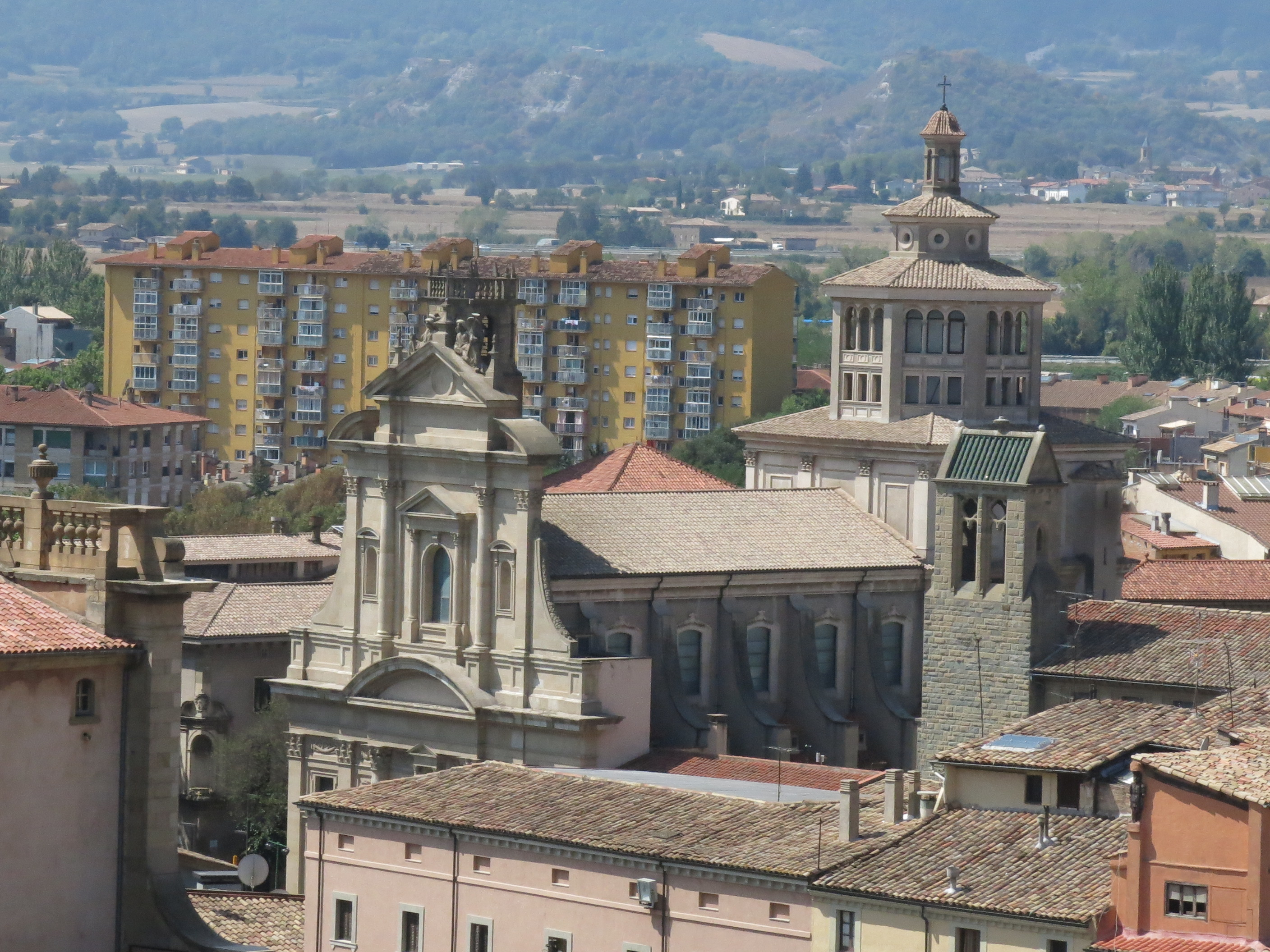
L'església, des del campanar de la Pietat

Edifici religiós. La façana és extremament ornamental, amb un ampli portal rectangular flanquejat per columnes corínties amb arquitrau i frontó a sobre, on hi ha una imatge del Pare Claret, fornícules buides al mur i damunt el portal decoracions i frontó semicircular, a partir del qual la façana s'estreny i és decorada amb formes classicistes i uns àngels músics. Lateralment hi ha contraforts i sobre la nau un cimbori que il·lumina la nau. Interiorment consta d'una sola nau amb set capelles laterals amb llanternes ortogonals en cada una d'elles. Cada capella s'obre a la nau amb un arc de mig punt damunt impostes i és flanquejat per pilastres corínties, damunt l'arquitrau s'obren set finestres per banda amb arcs escarsers i damunt mènsules un frontó truncat. El presbiteri és marcat per graons i damunt l'altar s'obre el cimbori ortogonal. Conserva el sepulcre del Pare Claret dins una urna. Els murs són pintats i el terra és de marbre. L'estat de conservació és bo.

## Història
L'església fou projectada per Josep Maria Ribas i acabada per Manuel Ribas.
Fou construïda entre 1957 i 1970, a la part sud-est de la ciutat dins l'antic recinte emmurallat.